# Bulwar Saint-Germain
Bulwar Saint-Germain – główna ulica Paryża na lewym brzegu Sekwany. Na bulwar można się dostać przez liczne mosty na Sekwanie, w tym Pont de Sully od wschodu oraz od zachodu z 5, 6 oraz 7 okręgu Paryża mostem Pont de la Concorde. Od strony północno-południowej można się przedostać bulwarem Saint-Michel.
Jedną z najsłynniejszych alei na bulwarze Saint-Germain jest Saint-Germain-des-Prés.

## Historia

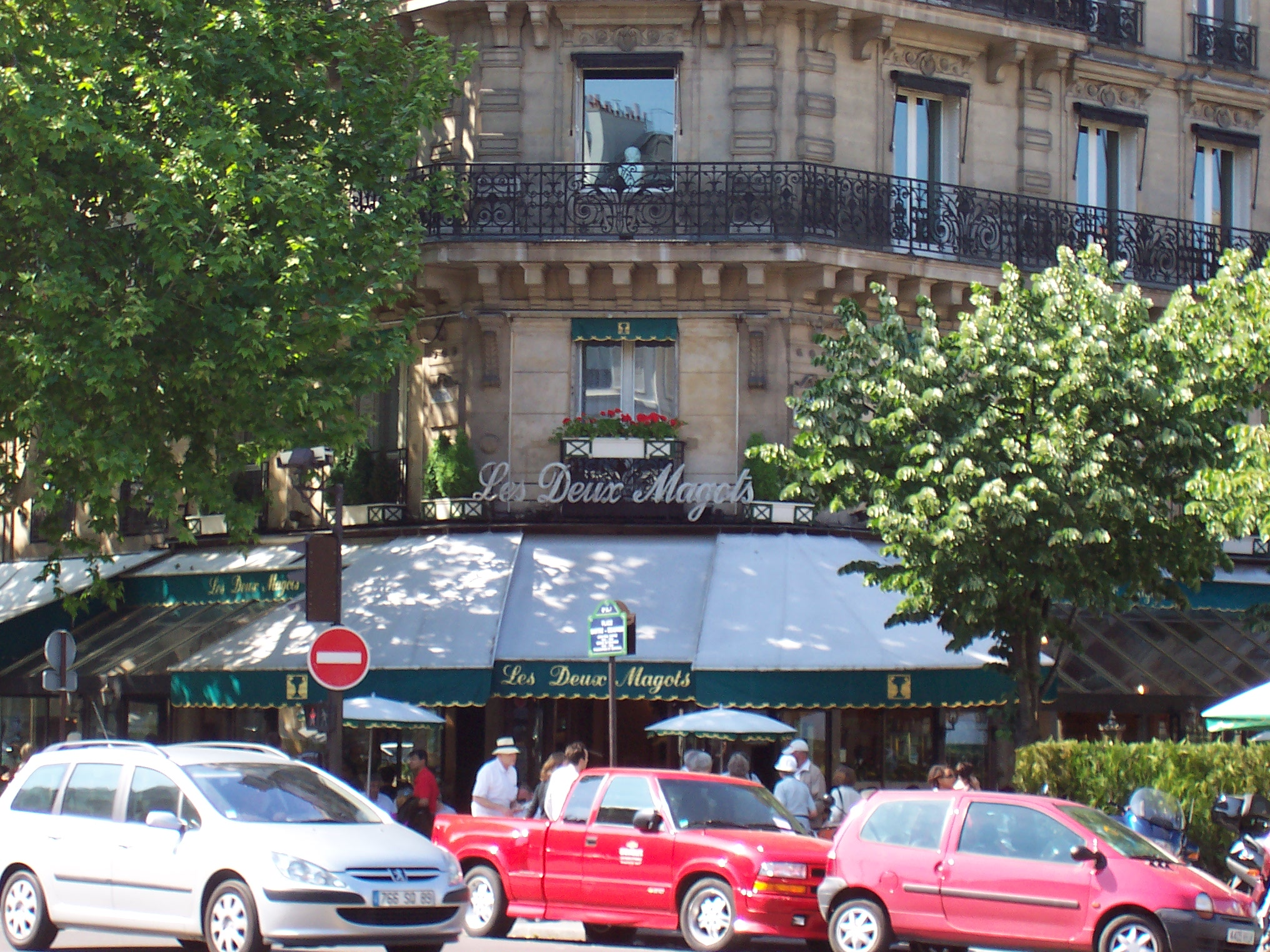
Kawiarnia Les Deux Magots

Bulwar Saint-Germain był najważniejszą częścią wielkiej przebudowy Paryża na lewym brzegu Sekwany. Bulwar zastąpił stare ciasne uliczki: rue Saint-Dominique, rue Taranne, rue Sainte-Marguerite, rue des Boucheries oraz rue des Cordeliers. Podczas przebudowy z krajobrazu bulwaru usunięto więzienie położone w katedrze Saint-Germain-des-Prés.
Bulwar otrzymał nazwę od kościoła Saint-Germain zbudowanego jeszcze w średniowieczu. Tereny otaczające bulwar nazywane są Faubourg Saint-Germain czyli przedmieściem Saint-Germain.
W XVII wieku obecne tereny bulwaru zajmowały domy oraz rezydencje ważnych osobistości ówczesnego Paryża. Reputacja dzielnicy Saint-Germain utrzymała się do końca XIX wieku kiedy powstała nowa, wyższa klasa burżuazji, która osiedlała się na prawym brzegu Sekwany, a dzielnica Saint-Germain straciła prestiżową rolę na rzecz dzielnic położonych wokół bulwaru Saint-Honoré lub Pól Elizejskich.
Od roku 1930 bulwar jest kojarzony z nocnym życiem Paryża, licznymi kawiarniami oraz studentami (bulwar prowadzi do Dzielnicy Łacińskiej). Bulwar Saint-Germain to siedziba słynnych kawiarni:Les Deux Magots oraz Café de Flore. Saint-Germain był znaną siedzibą filozofów nurtu egzystencjalistycznego. Głównymi postaciami tego nurtu stowarzyszonego z bulwarem Saint-Germain byli Jean-Paul Sartre oraz Simone de Beauvoir. W 2000 roku plac przed kościołem Saint-Germain otrzymał imię Placu Jean-Paula Sartre oraz Simony de Beauvoir.
Po II wojnie światowej bulwar Saint-Germain stał się ulubionym miejscem intelektualistów oraz  osób związanych z kulturą Paryża. Pisarze, filozofowie oraz muzycy zapełniali kluby nocne, kawiarnie oraz pijalnie piwa wzdłuż całego bulwaru.
Obecnie dzielnica zachowała swój intelektualny charakter a kawiarnie nadal są wypełniane przez ludzi związanych z paryską kulturą oraz polityką. Niedaleko bulwaru znajduje się Sciences Po, jedna z najsłynniejszych szkół politycznych w Europie.

## Słynne instytucje

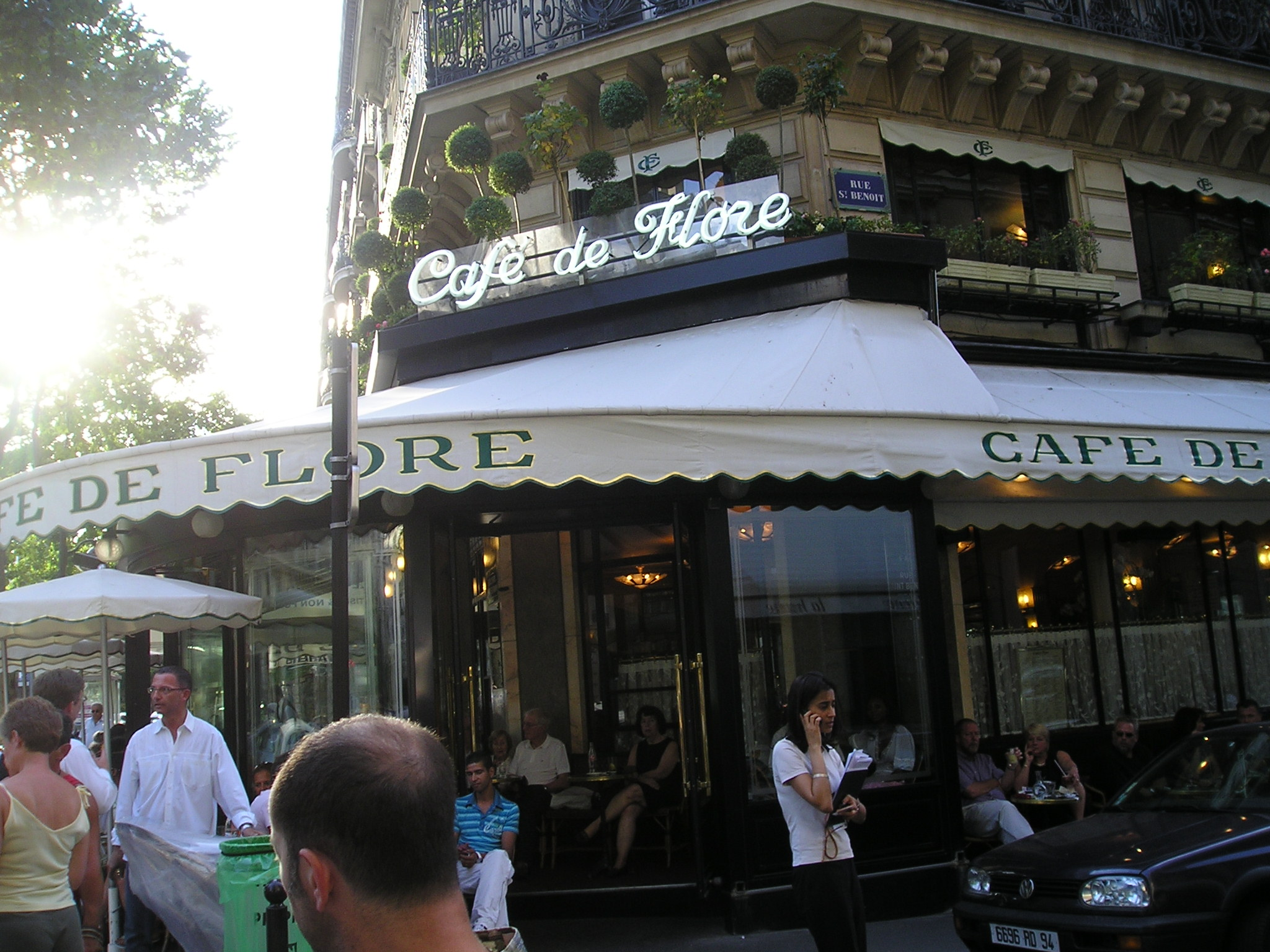
Café de Flore

Na bulwarze Saint-Germain pod numerem 184, znajduje się siedziba najstarszego na świecie Stowarzyszenia Geograficznego założonego w 1821 roku przez:  Aleksandra von Humboldta, Jules’a Dumonta d’Urville’a, François-René de Chateaubrianda oraz Jeana-François Champolliona. Obecna siedziba stowarzyszenia została zbudowana w 1878 roku, a jej wejście jest zdobione przez dwie gigantyczne kariatydy.